# Альварес де Толедо-и-Каро, Хоакин
Хосе Хоакин Альварес де Толедо-и-Каро (исп. José Joaquín Álvarez de Toledo y Caro$ 28 декабря, 1865, Мадрид — 9 июня 1915, Мадрид) — испанский аристократ, 19-й герцог Медина-Сидония и гранд Испании (С 1900 года).

## Биография
Он родился в Мадриде 28 декабря 1865 года. Третий сын Хосе Альвареса де Толедо-и-Сильвы, 18-го герцога Медина-Сидония (1826—1900), и Розалии Каро-и-Альварес де Толедо (1828—1903), дочери 4-го маркиза Ла-Романа. Сначала он был маркизом Молина, но после смерти старшего брата Алонсо стал наследником всех титулов дома Медина-Сидония.
Он получил образование в Испании, но никогда не интересовался политикой или военной карьерой. Почти всю свою жизнь он посвятил своим фермам в Рафоле, Новельде, Молине-де-Сегуре и пастбищам Химена-де-ла-Фронтера.
Он очень хорошо управлял своим имением, но когда он унаследовал большую часть семейного имущества, ему пришлось иметь дело с огромной суммой долга, который нажил его отец. Самые срочные были решены продажей Кото-де-Доньяна Гильермо Гарви за 750 000 песет.
Как гранд Испании, он занимал важные должности при королевском дворе, такие как джентльмен королевской палаты или главный рыцарь принцессы Астурийской. Он носил цепь Ордена Карлоса III и был кавалером Royal Maestranza кавалерии Валенсии.
Чтобы расплатиться с другими долгами, он был вынужден продать свой дворец на пляже Ла-Конча в Сан-Себастьяне, замок Марторель и поместья Химена-де-ла-Фронтера, а также замок Велес-Бланко примерно за 80 000 песет. Он умер в своем мадридском дворце 9 июня 1915 года.

## Семья
Герцог женился в Мадриде 10 апреля 1893 года на своей кузине Розалии Каро-и-Каро (17 сентября 1868 — 4 января 1918), дочери Карлоса Каро-и-Альварес де Толедо, 18-го графа Кальтавутуро (1835—1873,)сына 6-го маркиза Ла-Романа), и Марии Энкарнасьон Каро-и-Гумусио. Их дети:
- Хоакин Альварес де Толедо и Каро (18 апреля 1894 — 11 декабря 1955), который с 1915 года был 20-м герцогом Медина-Сидония и грандом Испании. Женат на Марии дель Кармен Маура-и-Эррера (1906—1946), дочери Габриэля Мауры, 1-го герцога Мауры, гранда Испании, и Джулии Эрреры, 5-й графини де ла Мортера.
- Алонсо Альварес де Толедо и Каро (11 августа 1895—1936), 19-й маркиз Молина по наследству от отца в 1918 году, умер бесплодным.
- Мария Альварес де Толедо и Каро (24 июля 1898—1974), 3-я герцогиня Санта-Кристина и грандесса Испании после восстановления титула в 1923 году. Она вышла замуж за Рафаэля Маркеса-и-Кастилехо, сына Хосе Марии Маркеса-и-Маркеса, сенатора провинции Гранада, и Марии де лас Мерседес Кастильехо, 8-й маркизы Монтефуэрте.
- Хосе Альварес де Толедо и Каро (1899—1957) умер неженатым.
- Мария дель Росарио Альварес де Толедо и Каро (1 мая 1901 — 5 декабря 1955), 3-я маркиза Вальверде после реабилитации титула в 1952 году. Жена Сальвадора Феррандиса-и-Луна.